# Marțian Negrea

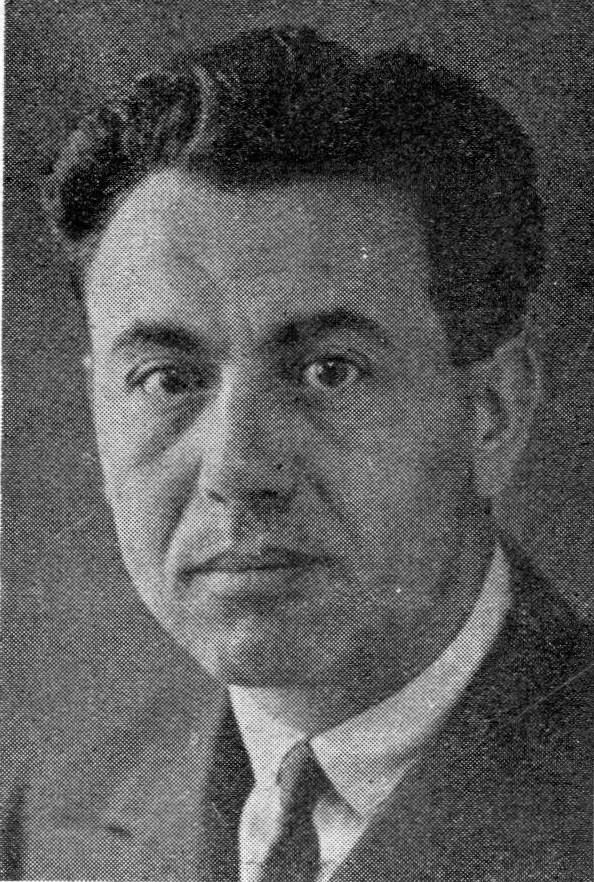
Marțian Negrea, 1934

Marțian Negrea (* 29. Januar 1893 in Vorumloc, heute Valea Viilor; † 13. Juli 1973 in Bukarest) war ein rumänischer Komponist.

## Leben
Negrea studierte von 1910 bis 1914 in Sibiu bei Timotei Popovici Musiktheorie und Solfège und war danach in Wien Schüler von Eusebius Mandyczewski (Harmonielehre, Kontrapunkt und Formenlehre) und Franz Schmidt (Komposition und Orchestration). Zudem studierte er in Wien bei Friedrich Buxbaum Violoncello. Er war seit 1921 Lehrer am Konservatorium von Cluj und ab 1941 am Konservatorium von Bukarest. 1963 wurde er in Bukarest zum Professor ernannt.
1923 schrieb er das Vokalstück Herrenschuld. Er komponierte eine Oper, Marin Pescarul (Marin, der Fischer) 1934, nach der Novelle Päcat boieresc [Bojarensünde] von Mihail Sadoveanu, zwei Rumänische Rhapsodien, eine sinfonische Fantasie, eine sinfonische Suite, eine Frühlingssinfonie, kammermusikalische Werke, ein Oratorium, ein Requiem, Chöre, Lieder und Filmmusik.

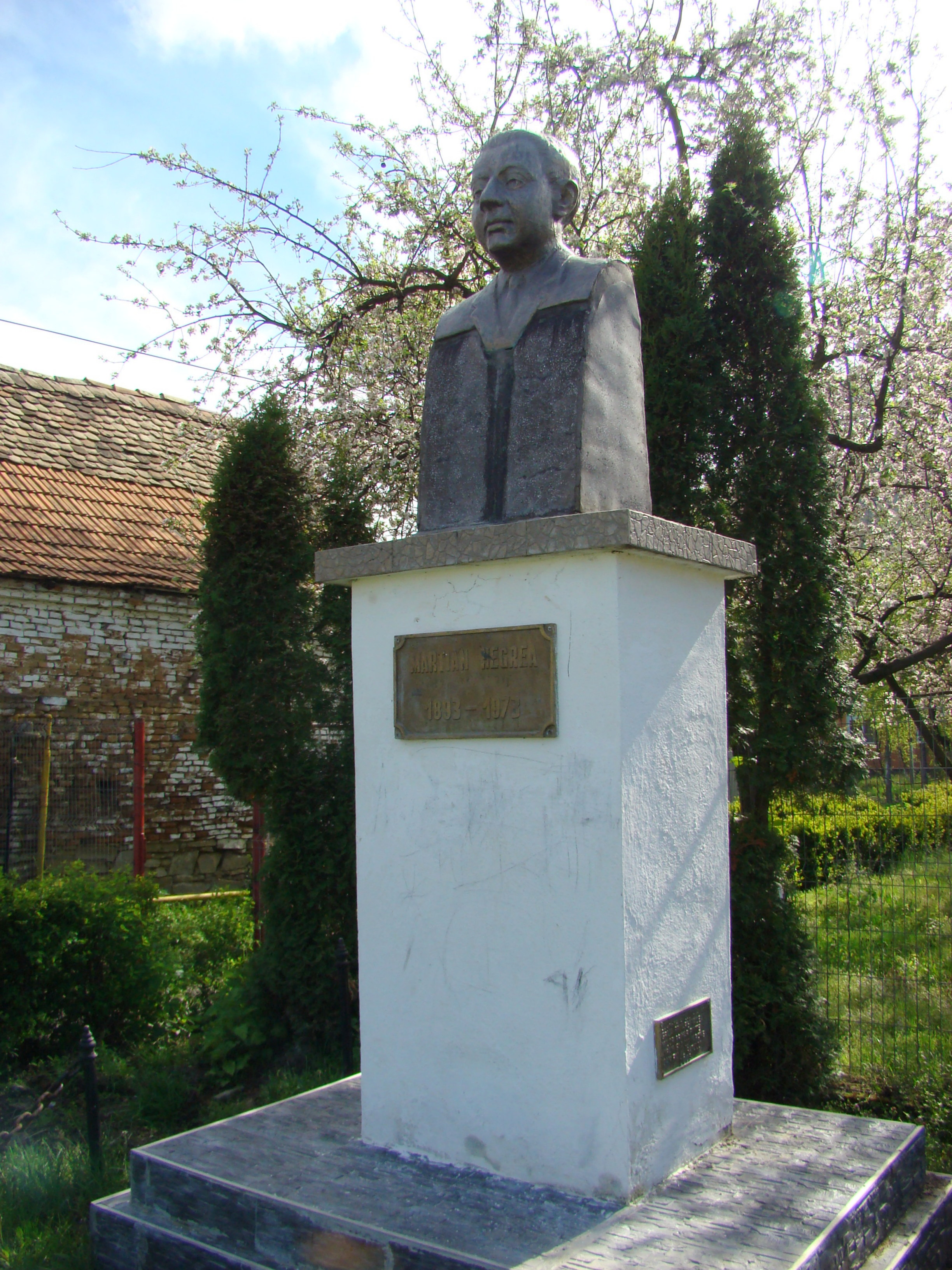
Denkmal für Marțian Negrea in Valea Viilor